# Ветхе (урочище)
Ве́тхе — заповідне урочище в Україні. Розташоване біля західної околиці міста Ніжин Чернігівської області, при в'їзді в місто з боку села Колісники.
Площа 46 га. Статус дано згідно з рішенням Чернігівського облвиконкому від 28.03.1964 року № 121; рішенням Чернігівського облвиконкому від 10.06.1972 року № 303; рішенням Чернігівського олблвиконкому від 27.12.1984 року № 454; рішенням Чернігівського облвиконкому від 28.08.1989 року № 164; рішенням Чернігівського облвиконкому від 31.07.1991 року № 159. Перебуває у віданні: ДП «Ніжинрайагролісництво».
Статус дано для збереження лісового масиву на лівобережжі річки Остер.
На території урочища в XVII столітті було засновано Ветхоріздвяний Георгіївський монастир, що проіснував до 1917 року.